# چهارشنبه ۱۹ اردیبهشت
چهارشنبه ۱۹ اردیبهشت عنوان فیلمی سینمایی ساختهٔ وحید جلیلوند محصول سال ۱۳۹۳ ایران است. نویسندگان این فیلم وحید جلیلوند، علی زرنگار و حسین مهکام هستند و این فیلم توسط علی جلیلوند و محمدحسین لطیفی تهیه شده‌است. این فیلم در هفتاد و دومین دورهٔ جشنواره فیلم ونیز به روی پرده رفت و برنده جایزه فیپرشی شد.

## خلاصه فیلم
داستان دربارهٔ سه شخصیت است که روایت هر کدام به‌صورت جداگانه بازگو می‌شود. جلال آشتیانی که ۳۰ میلیون از دارایی خود را برای کمک به نیازمندان در روزنامه آگهی داده‌است - لیلا که بخاطر مشکل همسرش که بر اثر یک تصادف از کار افتاده و نیاز به مبلغ ۱۵ میلیون برای جراحی دارد - ستاره که پدر و مادر خود را در زلزله بم از دست داده و سال‌هاست با خانواده عمه‌اش زندگی می‌کند و حالا برخلاف میل خانواده مخفیانه با پسری به نام مرتضی عقد کرده.

## بازیگران
- نیکی کریمی درنقش لیلا
- امیر آقایی درنقش جلال آشتیانی
- برزو ارجمند درنقش اسماعیل
- شاهرخ فروتنیان درنقش خسرو
- وحید جلیلوند درنقش علی
- سحر احمدپور درنقش ستاره
- میلاد یزدانی درنقش مرتضی
- آفرین عبیسی درنقش عزیز
- سعید داخ درنقش پلیس
- کتانه افشاری‌نژاد درنقش میترا
- حشمت آرمیده درنقش حسن
- زکیه بهبهانی درنقش زن نیازمند

## جوایز
- برنده سیمرغ بلورین بهترین کارگردانی فیلم اول سی و سومین جشنواره فیلم فجر[۳][۴]
- برنده سیمرغ بلورین بهترین فیلم اول از سی و سومین جشنواره فیلم فجر[۳][۴]
- برنده جایزه منتقدان بین‌المللی جشنواره فیلم ونیز/ ایتالیا[۵]
- برنده جایزه بهترین کارگردانی از جشنواره فیلم وزول/ فرانسه[۶]
- برنده جایزه ویژه هیئت‌داوران از جشنواره فیلم برکشایر/ انگلیس[۷]
- برنده جایزه بهترین کارگردانی اینتر فیلم/ ایتالیا[۸]
- برنده جایزه بهترین فیلم جشنواره ریکاویک/ ایسلند[۴]
- برنده جایزه ویژه هیئت‌داوران از جشنواره فیلم براتیسلاوا/ اسلوواکی[۹]
- برنده جایزه بهترین کارگردانی فیلم اول از انجمن منتقدان و نویسندگان سینمای ایران[۱۰]
- برنده جایزه بهترین فیلم از جشنواره فیلم شهر/ ایران[۱۱]
- برنده جایزه بهترین کارگردانی از جشنواره فیلم شهر/ ایران[۱۱]
- برنده جایزه بهترین نقش مکمل زن از جشنواره فیلم شهر/ ایران[۱۱]
- برنده جایزه بهترین نقش اول مرد از جشنواره فیلم شهر/ ایران[۱۱]
- برنده جایزه بهترین فیلم جشنواره بین‌المذاهب/ ایتالیا[۴]
- نامزد بهترین فیلم جشنواره فیلم ونیز/ ایتالیا[۱۲]
- نامزد سیمرغ بلورین بهترین فیلمنامه اول از سی و سومین جشنواره فیلم فجر[۱۳]